# 克劳迪娅·帕雷德斯
克劳迪娅·帕雷德斯（丹麥語：Claudia Paredes，1997年3月10日—），丹麥女子羽毛球運動員。

## 簡歷
2015年1月，克劳迪娅·帕雷德斯与Sara Ortvang出戰冰島羽毛球國際賽，在女双準决赛以0比2（14-21、10-21）不敌赛会3号种子、队友的莉娜·格雷巴克/玛丽亚·赫斯波。
2016年1月，克劳迪娅·帕雷德斯出戰冰島羽毛球國際賽，在女单準决赛以1比2（21-17、12-21、15-21）不敌赛会6号种子、芬兰名将的艾里·米凯拉。同年5月，她出戰希臘羽毛球公開賽，在女单準决赛以0比2（15-21、16-21）不敌赛会头号种子、德国名将的法比耶娜·德普莱兹；此外，还与搭档莱恩·弗莱舍·尼尔森的女双準决赛以1比2（19-21、21-15、17-21）不敌赛会2号种子、德国强档的芭芭拉·贝伦贝格/伊娃·詹森斯。
2017年9月，克劳迪娅·帕雷德斯与伊莎贝拉·尼尔森出戰波蘭羽毛球國際賽，在女双準决赛以1比2（21-19、18-21、7-21）不敌赛会头号种子、英格兰强档的珍妮·穆尔/维多利亚·威廉斯。同年11月，她与伊莎贝拉·尼尔森出戰挪威羽毛球國際賽，在女双决赛以0比2（19-21、9-21）不敌队友的亚历山德拉·博尔/萨拉·伦高，赢得亚军。
2018年5月，克劳迪娅·帕雷德斯与麥斯·埃米爾·克里斯坦森出戰斯洛文尼亞羽毛球國際賽，在混双準决赛以1比2（11-21、22-20、14-21）不敌赛会头号种子、英格兰强档的格雷戈里·梅尔斯/珍妮·穆尔。
2019年1月，克劳迪娅·帕雷德斯与茱莉·芬尼-易普森出戰瑞典羽毛球公開賽，在女双準决赛以1比2（8-21、21-14、19-21）不敌赛会头号种子、瑞典强档的艾玛·卡尔松/约翰娜·芒努松。

## 主要比賽成績
只列出曾進入準決賽的國際賽事成績：
| 年份   | 賽事                   | 公開賽級別 | 項目     | 拍檔                   | 成績   |
| ------ | ---------------------- | ---------- | -------- | ---------------------- | ------ |
| 2015年 | 冰島羽毛球國際賽       | 國際系列賽 | 女子雙打 | Sara Ortvang           | 準決賽 |
| 2016年 | 冰島羽毛球國際賽       | 國際系列賽 | 女子單打 | －                     | 準決賽 |
| 2016年 | 希臘羽毛球公開賽       | 國際系列賽 | 女子單打 | －                     | 準決賽 |
| 2016年 | 希臘羽毛球公開賽       | 國際系列賽 | 女子雙打 | 莱恩·弗莱舍·尼尔森     | 準決賽 |
| 2017年 | 波蘭羽毛球國際賽       | 國際系列賽 | 女子雙打 | 伊莎贝拉·尼尔森        | 準決賽 |
| 2017年 | 挪威羽毛球國際賽       | 國際系列賽 | 女子雙打 | 伊莎贝拉·尼尔森        | 亞軍   |
| 2018年 | 斯洛文尼亞羽毛球國際賽 | 國際系列賽 | 混合雙打 | 麥斯·埃米爾·克里斯坦森 | 準決賽 |
| 2019年 | 瑞典羽毛球公開賽       | 國際系列賽 | 女子雙打 | 茱莉·芬尼-易普森       | 準決賽 |

| 2007-2017年 | 首要超級賽 | 超級賽 | 黃金大獎賽 | 大獎賽 | 國際挑戰賽 | 國際系列賽 | 未來系列賽 | 其他 |

| 2018-2026年 | 總決賽 | 超級1000賽 | 超級750賽 | 超級500賽 | 超級300賽 | 超級100賽 | 國際挑戰賽 | 國際系列賽 | 未來系列賽 | 其他 |